# Bugia (unitat de mesura)
La bugia és una unitat de mesura d'intensitat lluminosa, actualment en desús, equivalent a 1,018 candeles. Expressa nivells d'intensitat lluminosa amb relació a la llum emesa per una espelma d'una certa mida i components.
El 1948, la unitat del SI candela (cd), també anomenada bugia nova, va substituir la bugia com a unitat de mesura d'intensitat lluminosa.